# Campeonato Europeo de Ciclismo BMX de 2024
El XXIX Campeonato Europeo de Ciclismo BMX se celebró en Verona (Italia) entre el 29 de mayo y el 2 de junio de 2024 bajo la organización de la Unión Europea de Ciclismo (UEC) y la Federación Italiana de Ciclismo.
Las competiciones se realizaron en la Arena de BMX de Verona. Se disputaron carreras de BMX a nivel élite en las categorías masculina y femenina.

## Resultados
| Evento            | Oro                            | Plata                                  | Bronce                            |
| ----------------- | ------------------------------ | -------------------------------------- | --------------------------------- |
| Masculino (01.06) | Arthur Pilard Francia 34,825   | Mathis Ragot Richard Francia 34,849    | Cédric Butti · Suiza · 35,362     |
| Femenino (01.06)  | Zoé Claessens · Suiza · 34,926 | Laura Smulders · Países Bajos · 35,430 | Nadine Aeberhard · Suiza · 35,829 |

## Medallero
| Núm. | País         | Oro | Plata | Bronce | Total |
| ---- | ------------ | --- | ----- | ------ | ----- |
| 1    | Francia      | 1   | 1     | 0      | 2     |
| 2    | Suiza        | 1   | 0     | 2      | 3     |
| 3    | Países Bajos | 0   | 1     | 0      | 1     |
|      | TOTAL        | 2   | 2     | 2      | 6     |